# حديد تسليح

حديد التسليح في محطة صرف صحى

حديد تسليح. يستعمل في البناء العمراني والسدود والأنفاق وغيرها من المباني.

## مقدمة
تعد أعمال الحدادة المسلحة من أهم واخطر الأعمال التي يجب على مهندس التنفيذ ومهندس المكتب الفني الإلمام بها ومتابعتها ومعرفة طرق تنفيذها وطرق استلامها حسب المواصفات واصول الصناعة حيث ان أي خطأ قد يؤدي إلى الكثير من المتاعب في سلامة المنشأة. لذا يجب على المهندس المدني خاصة الإلمام بأعمال الحداد المسلحة لانها أهم أعمال البناء والتشييد.
ويوضع الحديد في أماكن اجهاد الشد حيث ان تحمل الخرسانة لقوى الشد ضعيف جداً حيث انها مادة قصفة Brittle فيقوم الحديد تحمل هذه الإجهادات. يسمى ذلك الصلب «حديد التسليح» وتسمى تلك الخرسانة بالخرسانة المسلحة.

## أنواع حديد التسليح

### حديد طري عادي Mild Steel
يسمى حديد 35 وهذا يعنى ان مقاومته للشد 35 كغ / مم² ويكون إجهاد الخضوع لا يقل عن 33 كغ / مل² والاستطالة عند الكسر 20% ويستخدم في المنشآت المعدنية الخفيفة كما أنه.:
- أملس السطح.
- يعمل له عكفات عند التكسيح.
- يمكن تشكيله عدة مرات.
- يوجد في السوق على هيئة لفات.
- يستخدم في عمل الكانات الحديدية.
- سهولة نقله.

### حديد تورستيل (محلزن) High tensile steel

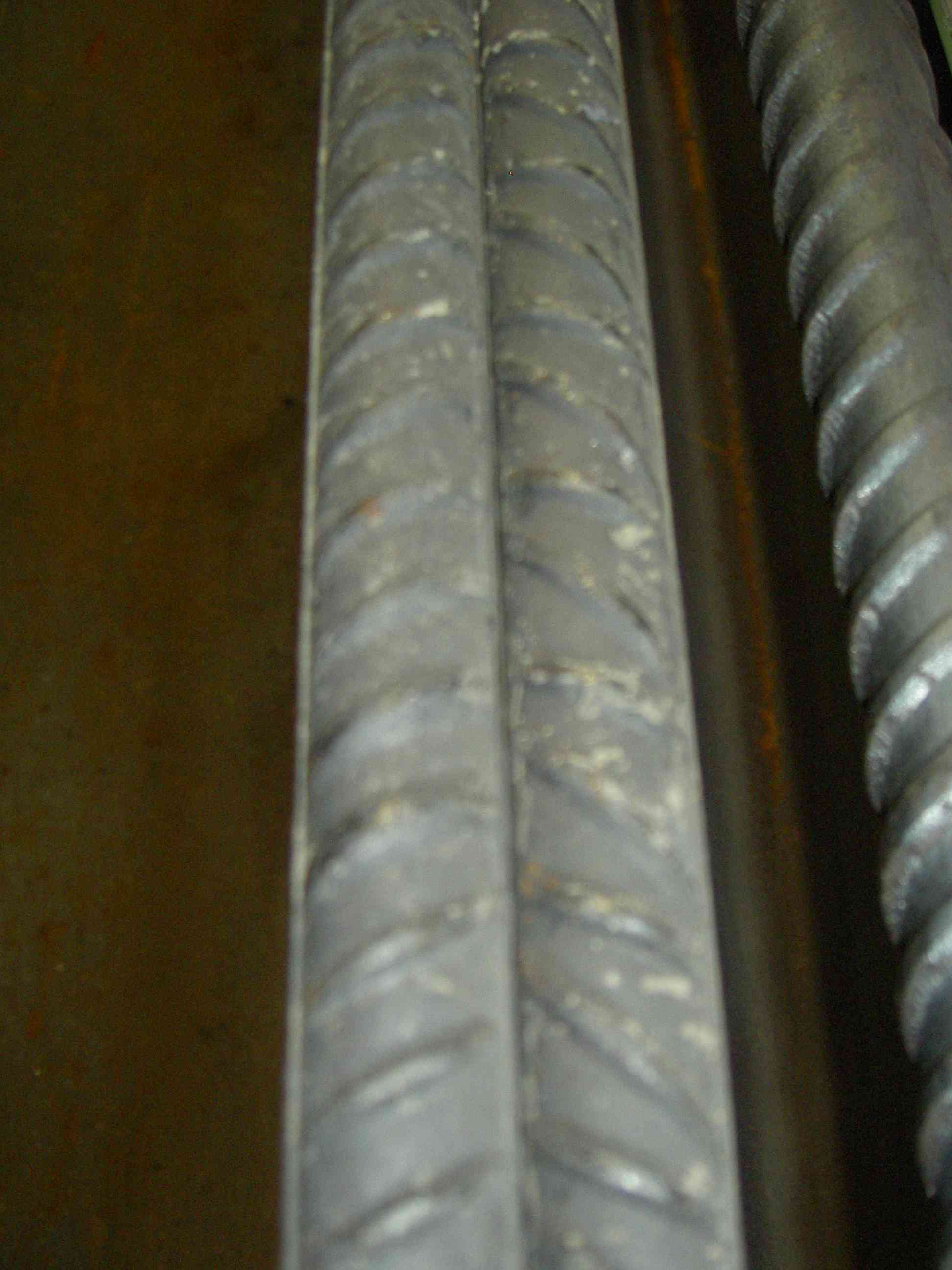
اسياخ حديد محلزن

يسمى حديد 52 وهذا يعنى ان مقاومته للشد 52 كغ / مم² ويكون إجهاد الخضوع لا يقل عن 36 كغ / مم² والاستطالة عند الكسر 18%، يستخدم في المنشآت الثقيلة كما أنه يتميز بالآتي:
- مشرشر.
- ويوجد على شكل ألواح
- يعمل له رجل عند التكسيح.
- لا يمكن تشكيله إلا مرة واحدة فقط.
- يوجد في السوق على هيئة أطوال.

### حديد عالى المقاومة {A}
هو حديد عالى المقاومة للشد، ويسمى GRADE 60 وتصل قوة تحمله إلى 60 كغم / مم².والحد الأدنى للإستطاله = 12%.
وهو من أهم أنواع الحديد.

### حديد عالي المقاومة {B}
هو حديد عالي المقاومة ويسمى GRADE 75 وتصل قوة تحمله إلى 75 كغم/مم²

### حديد مضاد للزلازل
هو حديد يستخدم في بناء الابراج ويسمى GRADE-A706 ويسمى أيضا SEISMIC .. وهو نادر الطلب لارتفاع سعر الطن إلى قرابة 3700 SR

### حديد ملوى على البارد
هو حديد متوسط المقاومة وتصل قوة تحمله إلى 44 كجم / مم².

### شبك سلك ممدد
يتكون هذا النوع من أسلاك من الصلب المسحوب على البارد وملحوم بالكهرباء مع بعضه طوليا وعرضيا بزاوية 90 درجة، ويوجد في الأسواق بصورة لفات أو لوحات كما يتداول بأبعاد ومقاسات مختلفة أما الشائع منه فهو مقاس 10 x 20 سم، ويجب عند استخدامه التأكد من عدم وجود انحناءات، كما يوجد منه أيضا 20 x 20 سم.

### سلك رباط مخمر
هو سلك رباط أي يستخدم في ربط أسلاك بعضها ببعض ويوجد منه مقاسات مختلفة 16، 18، 22 سم وكلما زاد سمكه قلت ليونته كما يوجد في الأسواق على هيئة لفات دائرية.

## العدد والأدوات
- ملاوينة: هي عبارة عن سيخ حديد يأخذ شكل محدد وتصنع من حديد ذو نتؤات وتستخدم في تجهيز وتجنيش الحديد بالمقاسات المختلفة وعمل الجنشات.[4]
- المرزبة والمقطع والسندان: تستعمل في تقطيع الحديد يدويا، فالمقطع والمرزبة هما أشبه بمفتاح استعدال ولكن بهما ثقل حديد أما السندان فهو مدق من الحديد الصلب يطرق عليه.
- الكلابة: هي أشبه بالكماشة ولكن أكثر فلطحة من فكيها وتستخدم في تربيط الحديد بالسلك الرباط كما

تقطع الزوائد لكى لا يصل الصدأ إلى الحديد.
- المقص (طبلية): أشبه بالكماشة ولكن أكبر في الحجم ويستخدم في تقطيع الحديد يدويا.
- المقص الكهربائى: يستخدم في المصانع لقطع الاقطار الكبيرة.
- قاعدة التجنيش: هي عبارة عن قطعة من الحديد يعلوها نصف حلقة وتستعمل في استعدال وتجهيز وتجنيش الحديد وتكسيحه.
- فرشة سلك: وتستخدم لا زالة الصدأ وتنظيف الحديد.
- مفتاح استعدال: سيخ حديد لة شكل معين ويستعمل في استعدال الحديد (الأقطار الصغيرة).
- ماكينة فرد الحديد: تستخدم لفرد الحديد ذو الاقطار الكبيرة.
- شريط قياس: ويستخدم في قياس الأطوال.
- حديد
- وايضا ماكينات لقطع وتوصيل قطع الحديد اللازم وصلها

## تسليح العقدات
تسليح الأسقف أو تسليح العقدات هي وضع منشأ معدني في خرسانة السقف (حديد) لكي يصبح العنصر الأنشائي أكثر قوة ليقاوم أحمال الشد.

## السبب
لأن الخرسانة لا تقاوم أحمال الشد بشكل كبير لكن لو أضفنا الحديد إلى العنصر الأنشائي فأن الحديد سيقاوم أحمال الشد؛ بينما الخرسانة تقاوم أحمال الضغط.

## اقرأ أيضا
- مخطط الحديد والكربون.